# Élection présidentielle tunisienne de 2009
L'élection présidentielle tunisienne de 2009, la neuvième à se tenir en Tunisie, est organisée le 25 octobre 2009 ; les électeurs résidents à l'étranger votent du 17 au 24 octobre.
Le journaliste Abdelaziz Barrouhi estime en mars 2008 que « compte tenu du rapport des forces sur l'échiquier politique tunisien et de l'enracinement du Rassemblement constitutionnel démocratique [parti au pouvoir], le seul parti de masse du pays, le président devrait être réélu haut la main ». Au terme du scrutin, le président Zine el-Abidine Ben Ali est en effet réélu avec 89,62 % des voix, contre 5,01 % pour Mohamed Bouchiha, 3,80 % pour Ahmed Inoubli et 1,57 % pour Ahmed Brahim. La participation se monte officiellement à 89,40 %.
Cette élection présidentielle est la dernière sous le régime de Ben Ali.

## Candidats annoncés et possibles

### Rassemblement constitutionnel démocratique

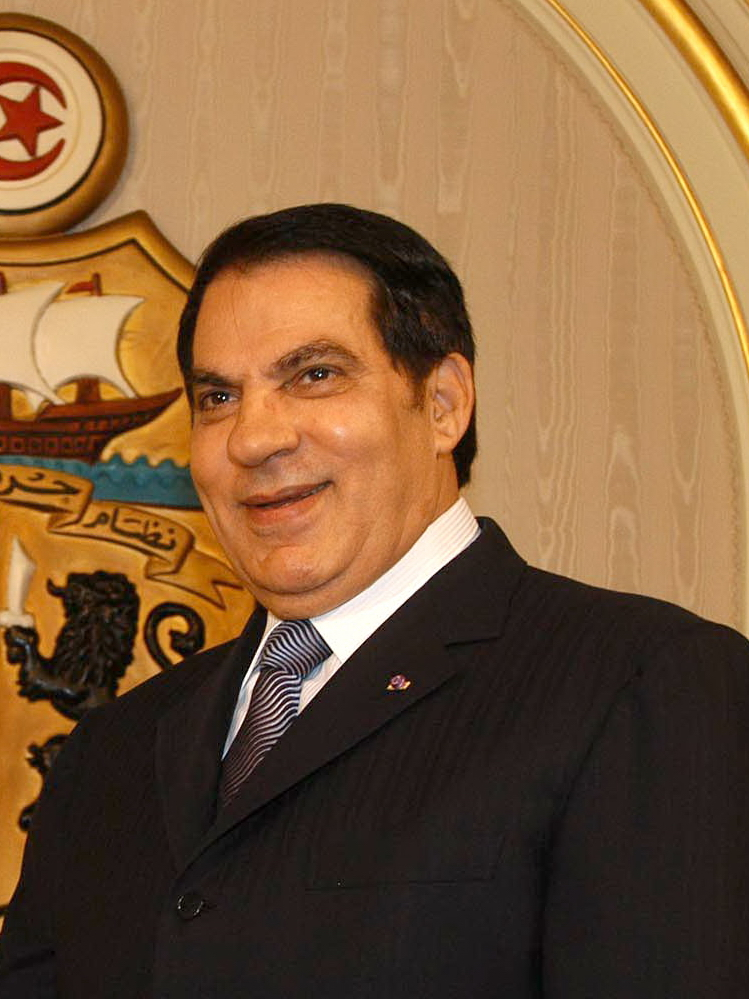
Portrait du président Ben Ali, candidat à sa succession.

Le RCD est en précampagne depuis novembre 2006. Le comité central du RCD exhorte dès février 2007 le président sortant Ben Ali à se présenter comme candidat à un nouveau mandat et lui a renouvelé cet appel le 15 juillet, lors d'une ultime réunion du comité central sortant. Un nombre important d'autres structures et organisations le poussent également à se présenter. Les syndicats de l'Union générale tunisienne du travail, l'Union tunisienne de l'industrie, du commerce et de l'artisanat, l'Union tunisienne de l'agriculture et de la pêche et l'Union nationale de la femme tunisienne ont apporté leur soutien à cette candidature, tout comme l'Organisation tunisienne de l'éducation et de la famille, l'Union nationale des aveugles de Tunisie, l'Association tunisienne des mères, présidée par Saïda Agrebi, l'Association tunisienne pour les droits de l'enfant, l'Union tunisienne des organisations des jeunes, l'Organisation tunisienne de l'équilibre familial, l'Association tunisienne des directeurs de journaux et la section de Tunis de l'Union tunisienne d'aide aux insuffisants mentaux. Le comité national de la campagne électorale de Ben Ali comprend trente membres dont quatre chefs d'entreprises et dix membres du gouvernement.
Lors du cinquième congrès du RCD, organisé au Kram, le 30 juillet 2008, Ben Ali annonce sa candidature pour un cinquième mandat de cinq ans. Cette candidature est rendue possible par la réforme constitutionnelle approuvée par le référendum du 26 mai 2002, qui a notamment supprimé la limite des mandats présidentiels successifs.

### Parti démocrate progressiste
Le premier candidat déclaré à cette élection est Ahmed Néjib Chebbi, fondateur du Parti démocrate progressiste (PDP), qui l'annonce dès le 12 février 2008, tout en exigeant une réforme du Code électoral pour supprimer notamment la clause sur le parrainage des candidats par au moins trente élus (députés et maires), condition que seul peut remplir le RCD doté d'une majorité écrasante au Parlement. Le 24 juillet 2008, le parlement adopte un amendement constitutionnel exceptionnel qui supprime cette condition de parrainage. Néanmoins, cet amendement voté avec cinq oppositions restreint « la possibilité de dépôt de candidature à la présidence de la République [uniquement au] premier responsable de chaque parti », ce qui écarte donc Chebbi, qui, en décembre 2006, avait cédé la présidence du parti à Maya Jribi. Rachid Khéchana, autre dirigeant du PDP, a déploré à l'AFP un « amendement [...] conçu sur mesure pour écarter notre candidat ».
Dans un communiqué rendu public le 25 juillet, Chebbi déclare que « la première conséquence de cette loi est la confiscation de mon droit à me présenter au prochain scrutin présidentiel, c'est une tentative visant à m'exclure de cette course, après que le PDP ait décidé de me nommer pour cette élection ». Une source gouvernementale assure, elle, que « les [nouvelles] dispositions exceptionnelles [...] ne sont pas venues « remettre en cause » la candidature de qui que ce soit », mais qu'elles « permettent plutôt aux partis politiques non représentés au parlement, comme le PDP, de présenter des candidats à ce scrutin même s'ils ne remplissent pas les conditions de parrainage requises par la constitution ». Outre ceci, cet amendement réduit à 18 ans l'âge minimum des électeurs, qui était de 21 ans auparavant, permettant ainsi à plus de 450 000 jeunes de participer aux élections.
Le comité central du PDP réuni les 8 et 9 novembre décide par 39 voix contre 16 que la candidature de Chebbi était maintenue,. Maya Jribi a par ailleurs annoncé qu'elle ne se présentera pas, par « respect du libre-choix », Jeune Afrique l'expliquant par le fait qu'« elle ne pourra le faire tant que son prédécesseur à ce poste [dirigeant du parti], Néjib Chebbi, s'obstinera à vouloir se présenter sans réunir les conditions d'éligibilité ». Jeune Afrique rapporte en outre qu'« une femme candidate à la présidence serait une première en Tunisie ». La candidature de Chebbi est en outre soutenue par un collectif de personnalités indépendantes, dont l'ancien bâtonnier Abdessattar Ben Moussa, l'avocat et opposant Ayachi Hammami et le militant des droits de l'homme Khemaïs Chammari.

### Parti de l'unité populaire
Dans une interview publiée par le quotidien tunisien Le Temps le 1er septembre 2008, le secrétaire général du Parti de l'unité populaire, Mohamed Bouchiha, a annoncé sa candidature à l'élection présidentielle de 2009, devenant ainsi le premier dirigeant de l'opposition tunisienne habilité à se présenter à le faire. Le Conseil central du parti, réuni du 28 au 30 novembre à l'hôtel Le Diplomat de Tunis, afin de fêter le 25e anniversaire de la reconnaissance du parti, officialise cette candidature,.

### Union démocratique unioniste
Le bureau politique de l'Union démocratique unioniste, réuni le 18 octobre, a recommandé au Conseil national du parti d'approuver la candidature de son secrétaire général, Ahmed Inoubli, à la présidentielle de 2009. Réuni les 15 et 16 novembre à Hammamet, ce dernier le fait par 74 voix contre 4.

### Mouvement Ettajdid

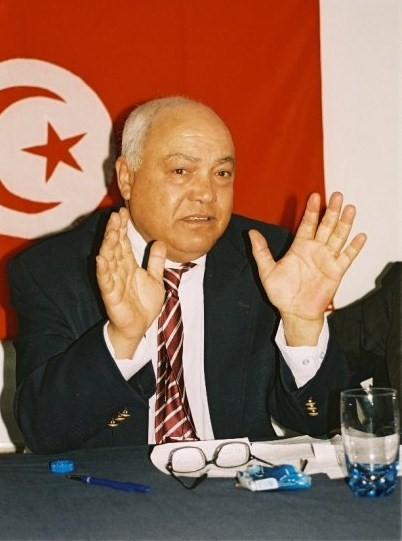
Portrait du candidat Ahmed Brahim.

En octobre 2008, le bureau politique du mouvement Ettajdid présente Ahmed Brahim, le premier secrétaire, comme candidat « potentiel » à l'élection. Brahim lui-même déclare qu'il serait certainement candidat à l'élection. Il est officiellement investi candidat le 22 mars 2009 sous la bannière de l'Initiative nationale pour la démocratie et le progrès formée de personnalités et de militants indépendants (comme l'ancien bâtonnier du barreau tunisien Abdessattar Ben Moussa et la féministe syndicaliste Wassila Ayachi), du Parti socialiste de gauche, du Parti du travail patriotique et démocratique (deux formations de gauche non reconnues) et du mouvement Ettajdid.
À l'occasion d'une première réunion publique, il affirme qu'il s'engage « dans une véritable compétition pour s'opposer fermement, d'égal à égal, au candidat du pouvoir »,.

### Forum démocratique pour le travail et les libertés
Mustapha Ben Jaafar, secrétaire général du Forum démocratique pour le travail et les libertés (FDTL), crée un « coup de théâtre » lorsqu'il annonce sa candidature pour l'élection le 9 avril. En effet, bien que dirigeant d'un parti récent qui n'a pas encore tenu de congrès électif, Ben Jaafar défend sa candidature lors d'un entretien avec Jeune Afrique, le 8 décembre 2008 : 
« La loi dit qu'il faut être élu, et je le suis. Mes pairs du FDTL m'ont choisi en tant que numéro un du mouvement. Je suis donc habilité à me porter candidat à la candidature pour l'élection présidentielle de 2009 dans le strict respect de la loi. »
Ben Jaafar appuie sa candidature sur une analyse de juristes portant sur l'amendement constitutionnel de juillet 2008.
Mais Zouheir M'dhaffer, ministre délégué auprès du Premier ministre, chargé de la Fonction publique et du Développement administratif et ancien président du Conseil constitutionnel, insiste sur le fait que « le dirigeant d'un parti qui se présente à la présidentielle doit être élu par un congrès, et non par l'instance fondatrice de son mouvement ». Néanmoins, Ben Jaafar rappelle que « ni la constitution, ni le Code électoral, ni la loi sur les partis ne font état d'une telle exigence » et que celle-ci dépend du règlement intérieur des partis.
Pour le journaliste Abdelaziz Barrouhi, « l'entrée en lice de Mustapha Ben Jaafar marque l'arrivée d'une personnalité politique de premier plan au sein des candidatures de l'opposition [et] donnera à la prochaine présidentielle un tout autre relief par rapport à celles qui l'ont précédée ». L'annonce est officialisée le 13 avril 2009.

### Autres partis d'opposition
Le secrétaire général du Parti social-libéral, Mondher Thabet, a appelé au soutien de la candidature du président Ben Ali et a annoncé qu'il n'allait donc pas se présenter.
Pour ce qui est des autres partis politiques de l'opposition, le secrétaire général du Mouvement des démocrates socialistes (MDS) Ismaïl Boulahya, âgé de 75 ans, a dépassé l'âge limite requis alors que le secrétaire général du Parti des verts pour le progrès (PVP), Mongi Khamassi, dirige un parti qui n'a tenu son congrès électif qu'en décembre 2008. De toute façon, le MDS a apporté son soutien à la candidature du président Ben Ali, tout comme le PVP, dont le congrès voulait, selon Khamassi, « exprimer toute [sa] considération et toute [sa] reconnaissance pour un brillant parcours à la tête de [la] nation et pour souligner la bonne gouvernance dont bénéficie la Tunisie depuis près de 22 ans ». Khamassi rajoute qu'au terme de ce congrès « [les] militants et [les] cadres [du parti] de toutes les régions du fin fond de la Tunisie ont appelé à soutenir la candidature de Ben Ali pour 2009 ». En outre, le PVP se dit réaliste, puisqu'« au bout de trois années de légalisation, [le] parti est encore jeune et a besoin d'acquérir plus d'expérience en matière de campagnes électorales ». D'autre part, lors d'une réunion tenue le 24 août à Paris, en présence de membres de la communauté tunisienne en France et organisée par le MDS, Boulahya rappelle que, selon lui, Ben Ali est « le plus habilité à faire avancer davantage le processus de réformes et de développement pour que la Tunisie puisse rejoindre le concert des pays avancés ».

## Précampagne

### Compétition libre?
Maya Jribi, dans une interview donnée au Temps le 1er janvier 2009, rappelle que le RCD a « entamé ses campagnes électorales depuis déjà des mois, empruntant tous types de médias (dont la télévision publique), les chaînes satellitaires donnant la parole à l'opposition démocratique ». Ahmed Brahim, quant à lui, s'interroge le 17 novembre 2008 : 
« Que doit-on comprendre quand on voit cette campagne électorale unilatérale entamée depuis plus d'une année, qui mobilise tous les moyens de l'État, monopolise tous les médias officiels et confisque tous les espaces publics pour un seul candidat et un seul parti, alors que pas une minute à la radio ou à la télévision, pas un empan sur les murs de nos villes, pas une colonne dans nos journaux nationaux n'est concédée aux autres candidats et aux autres partis, à l'exception des rares apparitions permises à ceux qui acceptent leur satellisation ? »
Le 4 avril 2009, Ben Ali promet une compétition « loyale » à ses concurrents, afin de « consolider [les] acquis sur la voie de la liberté [et] de la démocratie ». Il invite à faire superviser le scrutin par des observateurs locaux ou bien venant « d'un pays frère ou ami », pour que l'élection se déroule « dans la transparence et un contexte démocratique ». Le 7 novembre, à l'occasion de la célébration du 21e anniversaire de son accession au pouvoir, il avait déjà promis des élections « transparentes » qui se dérouleraient dans des « conditions d'intégrité ».

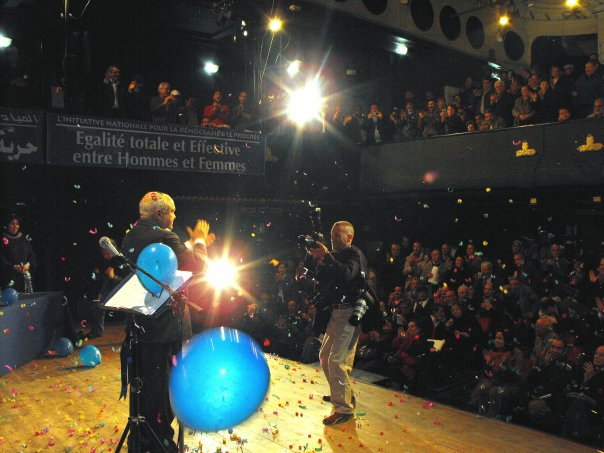
Meeting de campagne d'Ahmed Brahim le 22 mars, le jour de son investiture en tant que candidat de son parti.

Néanmoins, Ahmed Brahim, lors d'une conférence à Tunis le 1er avril 2009, déclare que « certains milieux du pouvoir », qu'il qualifie d'« éléments incontrôlables », créent des obstacles à sa candidature. Il dénonce ainsi la « saisie déguisée » de l'hebdomadaire de son mouvement, Attariq Al Jadid, sorti quatre jours après sa parution, ce que dément une source gouvernementale qui assure que « le journal existe dans les kiosques et est distribué de manière normale ». Brahim demande donc au pouvoir de « mettre fin à ces pratiques nuisibles au pays, et à la discordance entre le discours officiel et la réalité » et appelle également à une révision radicale du Code électoral, de manière notamment à ce que le scrutin ne soit pas supervisé par le ministère de l'Intérieur mais par une commission indépendante. Le 8 mai, ses partisans réclament l'introduction de « dispositions légales contre la fraude » dans le Code électoral et contestent son article 37 qui prévoit un contrôle préalable du discours des candidats par le Conseil supérieur de la communication, dont les membres sont nommés par le chef de l'État. Le 20 mai, Brahim dénonce à nouveau l'ostracisme dont il se dit victime de la part des médias publics, notamment la télévision, qu'il dit « monopolisée de façon quasi-absolue par le candidat du parti au pouvoir », ce que dément un communiqué gouvernemental pour qui ce sont des « allégations sans fondement » ; le candidat préconise également une « réforme radicale de l'ensemble du système de l'information ».

### Congrès du FDTL
Lors du congrès de son parti, qui se déroule du 29 au 31 mai, Mustapha Ben Jaafar remercie ouvertement le président Ben Ali qui a facilité selon lui l'organisation de l'événement au centre culturel et sportif d'El Menzah en ouvrant « des portes restées trop longtemps closes » ; le parti présidentiel se fait d'ailleurs représenté au congrès par son secrétaire général adjoint Faouzi Awam.
Il affirme dans son discours que sa candidature, confirmée par le congrès, a surtout pour « enjeu de changer les règles du jeu politique et de rompre avec des pratiques d'une autre planète » tout en restant ouvert au dialogue, y compris avec le parti au pouvoir. Il pense qu'« à défaut d'avoir des moyens égaux, [les candidats] doivent avoir au départ les mêmes chances ». Il propose ainsi plusieurs réformes, dont la limitation du nombre de mandats présidentiels à deux et, rejoignant Brahim, la création d'une instance électorale autonome et indépendante pour organiser l'élection, en lieu et place du ministère de l'Intérieur. Il faut aussi, selon lui, une ouverture sur le champ médiatique audiovisuel qui lui est interdit selon lui. Cette condition est pour lui « une demande fondamentale pour que le prochain scrutin ne soit pas une occasion manquée, comme tous ses précédents ». Il s'écarte ainsi de l'opinion de l'opposant radical Néjib Chebbi, qui désire des observateurs internationaux pour contrôler l'élection. De plus, Ben Jaafar dit ne pas écarter l'éventualité pour toute l'opposition dite démocratique de présenter un seul candidat à la présidentielle.

### Agression
Le 6 juillet, une délégation du PDP est agressée dans le village de Hichria dans le gouvernorat de Sidi Bouzid. Selon ses membres, il s'agissait de miliciens du RCD en « connivence avec les services de sécurité », alors qu'un communiqué gouvernemental impute au PDP des « attitudes provocatrices envers des habitants de la région, ce qui a conduit à des accrochages entre les deux parties et à un échange de jets de pierres ». Maya Jribi dénonce ce qui à son sens est « un grave précédent et illustre paradoxalement le degré de dégradation de la situation politique à la veille des élections présidentielle et législative prévues en octobre prochain ». La Fédération internationale pour les droits humains et l'Organisation mondiale contre la torture expriment leur indignation face à « la multiplication de ces actes d'intimidation à l'encontre de militants politiques et des défenseurs des droits de l'homme par les autorités », à quelques mois d'une échéance électorale importante. Reporters sans frontières pense que « les élections d'octobre risquent de servir de prétexte pour alourdir la pression sur la presse proche de l'opposition et les correspondants des médias étrangers en Tunisie ».
Toutefois, Ben Ali, lors d'une cérémonie d'accréditation de nouveaux ambassadeurs le 9 juillet, déclare que les élections vont fournir à ses yeux « l'opportunité [au peuple tunisien] d'exercer son devoir électoral dans la clarté, la transparence et le respect des principes de la compétition loyale entre tous les candidats, illustrant ainsi le degré d'évolution et de progrès atteint par la vie politique en Tunisie, sur la voie de l'édification démocratique pluraliste ».

### Questions d'indépendance
Le 30 juin sont affichées les listes électorales, pour permettre aux citoyens qui n'y sont pas inscrits de faire la demande afin d'y être inscrits ou demander la radiation du nom d'un électeur concerné par l'un des cas d'incapacité que prévoit la loi.
Le 27 juillet, le président Ben Ali désigne l'ancien bâtonnier Abdelwaheb El Behi, président du Centre de conciliation et d'arbitrage de Tunis, comme président de l'Observatoire national des élections — chargé de vérifier « les conditions du déroulement de toutes les étapes des élections » dans l'ensemble du territoire tunisien — et lui demande d'en désigner les membres. Ces derniers se composent entre autres de magistrats, d'avocats, de journalistes, d'universitaires, d'entrepreneurs et d'une parlementaire,. Une fois la mission de l'organisme terminée, celui-ci rendra un rapport au chef de l'État qui expose les conditions dans lesquelles se sont déroulées les élections. El Behi précise que « l'observatoire n'est pas partie prenante de ces élections mais constitue l'un de ses éléments ». De plus, il assure que le fait qu'il soit nommé par le président, en outre candidat, n'affectera pas la neutralité de cet organisme, même si certains observateurs soulignent que ses 27 membres « ont la même couleur : [ils] appartiennent au parti au pouvoir, ou ils en sont proches ». Du 16 au 19 août, les membres de l'observatoire effectuent des visites dans tous les gouvernorats du pays, afin de contrôler les opérations d'enregistrement des citoyens sur les listes électorales et la remise des cartes d'électeur, pour qu'elles s'effectuent dans le respect des dispositions du Code électoral.
Le 18 août, au cours d'une conférence de presse, Ahmed Brahim dénonce « les entraves et les interdictions déguisées » auxquelles se heurte son parti. Il indique qu'« en une semaine seulement, [ils ont] été en butte à une obstruction totale ou à un empêchement déguisé pour tenir une université d'été, une conférence intellectuelle et une rencontre estivale de jeunesse ». Il déclare ainsi que, « malgré les efforts déployés, [ils n'ont] pas trouvé de salles disponibles pour maintenir ces manifestations ». Mais il affirme néanmoins qu'il n'entend pas « jouer au figurant et [...] assister impuissant à des élections qui s'apparentent davantage à une caution qu'à une élection libre et crédible ». Il appelle également les autorités à favoriser un « climat de libre compétition et d'égalité entre les candidats » pour donner « un minimum de crédibilité aux élections ». Dans un communiqué transmis à l'AFP, les autorités tunisiennes affirment que ces « allégations [...] sont sans fondement » et les qualifient de « démagogiques et trompeuses ». Une source officielle affirme par ailleurs que « le Mouvement Ettajdid comme les autres partis politiques en Tunisie ont la liberté d'organiser leurs activités et d'exprimer leurs opinions et positions ».

### Dépôt des candidatures
Les candidatures doivent être officiellement déposées entre le 26 août et le 24 septembre.
Le 25 août, lors d'une conférence de presse avec de nombreux journalistes, et des diplomates américain et européens, Néjib Chebbi se retire de l'élection, considérant que les « conditions minimales de liberté, d'honnêteté et de transparence » ne sont pas remplies. Pour lui, l'élection « ne débouchera que sur la perpétuation de l'autoritarisme et de la présidence à vie ».
Le lendemain, Ben Ali dépose officiellement sa candidature au siège du Conseil constitutionnel situé au Bardo. Son arrivée au siège du conseil fait l'objet d'un « accueil chaleureux » de la part d'une foule de citoyens, et d'un grand nombre de cadres et de militants du Rassemblement constitutionnel démocratique (RCD). Il tient, à cette occasion, un discours du balcon du siège du conseil. Ont assisté à la cérémonie du dépôt de la candidature de Ben Ali, Mohamed Ghannouchi, le Premier ministre, Fouad Mebazaa, le président de la Chambre des députés, Abdallah Kallel, le président de la Chambre des conseillers, les membres du bureau politique du RCD, ainsi que le président et les membres de l'Observatoire national des élections. Il a à cette occasion été félicité par Mouammar Kadhafi, lors d'un entretien téléphonique, qui lui a exprimé « ses vives félicitations et ses sincères sentiments de fraternité » à l'occasion de ce dépôt de candidature. Le soir même, la jeunesse estudiantine organise au siège du RCD une fête animée par l'artiste Jamel Chabbi. Plusieurs cadres du parti sont présents tels que Mohamed Ghariani, le secrétaire général du RCD. D'autres rassemblements et rencontres populaires ont eu lieu dans les différentes régions du pays, comme les gouvernorats de Monastir, de Mahdia et de Tataouine. Plusieurs composantes de la société civile ont aussi exprimé leur soutien en faveur de la candidature de Ben Ali,,,,,.
Le 28 août, Mohamed Bouchiha, secrétaire général du PUP, fait de même et dépose officiellement sa candidature. Accompagné par plusieurs militants et membres du PUP, il a été accueilli par le président et les membres du Conseil constitutionnel qui ont reçu sa candidature. Au terme d'une réunion, le bureau politique du PUP indique qu'il considère cette candidature comme une « confirmation du climat politique positif en Tunisie ».
Le jour même, le bureau politique de l'UDU s'est réuni et annonce dans un communiqué que le dépôt de la candidature d'Ahmed Inoubli se fera le 9 septembre. Il présente donc sa candidature ce jour-ci, entouré du président de l'Observatoire national des élections, des membres du bureau politique de l'UDU et de plusieurs cadres et militants du parti.
Le 17 septembre, Ahmed Brahim présente également sa candidature, accompagné d'un grand nombre de militants et de cadres du mouvement Ettajdid. Le jour même, au cours d'une conférence de presse, Bouchiha informe que son parti se présente sous la couleur jaune doré et sous le slogan « Ensemble pour édifier la Tunisie du progrès et de la justice ». Le 24 septembre, Mustapha Ben Jaafar est le dernier candidat à présenter sa candidature, en affirmant qu'« il y a des compétences capables d'assumer les plus hautes responsabilités politiques [...] et que l'alternance au pouvoir est possible », sa démarche cherchant à « sortir les Tunisiens de la léthargie et de l'état de démission, dans lesquels ils se trouvent ». Devant ses partisans réunis dans l'enceinte du Conseil constitutionnel, il réclame la libération de syndicalistes condamnés dans la foulée du mouvement social de 2008 dans la région minière de Redeyef.
Le Conseil constitutionnel décide alors de la validation des candidatures soumises : quatre sont retenues le 27 septembre alors que celle de Ben Jaafar est rejetée au motif qu'il ne remplit pas la condition selon laquelle un candidat doit être le chef élu de sa formation depuis au moins deux ans,. Par conséquent, Ben Jaafar appelle le 5 octobre à voter pour Ahmed Brahim qui est le « seul candidat sérieux » selon lui.

## Campagne officielle

### Lancement
La campagne électorale s'ouvre officiellement le 11 octobre,. À cette occasion, le président sortant, Zine el-Abidine Ben Ali, tient un rassemblement à la salle omnisports de Radès, devant près de 14 000 partisans. Dans son discours, il met l'accent sur sa volonté d'apporter « davantage de bien-être et de prospérité » et d'élever le pays « au rang des pays développés », tout en mettant en avant son bilan, notamment en matière économique via la hausse du revenu annuel moyen.
Au même moment, le mouvement Ettajdid annonce la saisie la veille au soir du numéro 149 de son hebdomadaire, Attariq Al Jadid, par le ministère de l'Intérieur ; ce dernier invoque une « infraction au Code électoral » car il diffusait le programme électoral d'Ahmed Brahim, action interdite avant le début de la campagne officielle. Dénonçant un « acte arbitraire destiné à faire pression dans le contexte de la campagne électorale » et appelant à la liberté de la presse, le parti annonce le report d'une manifestation prévue le jour même dans le centre de Tunis. Face aux critiques, le ministre du Développement administratif indique le 14 octobre que « l'environnement est là pour que les partis de l'opposition grandissent dans le pays. Cela ne veut pas dire que le parti au pouvoir compte renoncer à un quelconque espace politique au bénéfice de l'opposition. Au contraire, ils devront gagner cet espace en conquérant les cœurs et les esprits des gens ».
De son côté, Mohamed Bouchiha entame sa campagne lors d'un meeting tenu à Kairouan : il y souligne la contribution continue de son parti au processus électoral dans un climat politique jugé « globalement positif ». Reconnaissant son impossibilité à remporter le scrutin, il appelle à « un débat ouvert entre le pouvoir en place et l'opposition », dénonce la sous-traitance et à la précarité et appelle au respect du droit syndical et des libertés publiques et individuelles.

### Déroulement
Dans les rues, les matériels électoraux — photos, affiches et manifestes des candidats — sont peu à peu placardés aux endroits prévus. Par ailleurs, tous les candidats enregistrent des discours destinés à être diffusés à la radio (dès 16 heures) et à la télévision (dès 17 heures), du 12 au 23 octobre, date de fin de la campagne. Cependant, certains emplacements sont laissés vides car jugés inaccessibles par les candidats ou en raison de la confiscation du matériel ; un membre du mouvement Ettajdid indique ainsi que les autorités ont confisqué les photos et les manifestes du candidat Ahmed Brahim et exigé la suppression de cinq paragraphes, ce qui n'a pas été confirmé officiellement. Le 20 octobre, bien qu'il ait pu s'exprimer à la télévision et tenir plusieurs meetings, Brahim accuse le pouvoir, plus précisément l'administration, « d'entraver sa campagne » ; il demande par ailleurs l'organisation d'un débat contradictoire à la télévision car, à ses yeux, les médias ne couvrent pas suffisamment sa campagne : 
« J'invite à chaque fois la télévision et j'invite aussi les journaux et je ne vois pas sur la presse le reflet minimal de mes activités. J'invite la télévision, elle ne vient pas. Mais, elle passe d'autres activités d'autres partis. Idem pour les journaux officiels. La presse est la propriété du gouvernement, et donc de l'État et donc, j'y ai droit autant que n'importe qui au parti au pouvoir. »
 En réponse, le président de l'Observatoire national des élections reconnaît qu'il « va de soi qu'il y a des entraves [comme] partout dans le monde » et assure que son organe a « facilité la tâche de toutes les parties intervenantes dans la scène électorale ».
Le 21 octobre, un communiqué gouvernemental annonce que la journaliste du Monde venue couvrir les élections, Florence Beaugé, a été refoulée la veille à l'aéroport international de Tunis-Carthage en raison de sa « malveillance patente à l'égard de la Tunisie et de partis pris systématiquement hostiles »,. Celle-ci fait peu après l'objet d'attaques de la part de plusieurs journalistes, dont Valentin Mbougueng, notamment dans les quotidiens La Presse de Tunisie, et Le Temps,. Dans le même temps, lors d'un meeting du RCD tenu au Bardo sous la direction de son secrétaire général Mohamed Ghariani, ce dernier dénonce « les manipulations du PDP » qui aurait « décidé d'organiser le 26 octobre une conférence de presse pour dénoncer les résultats » du scrutin et « s'emploie à tromper l'opinion internationale et les médias étrangers, en déformant les réalités ». Le président Ben Ali confirme, dans une allocution diffusée le 24 octobre, l'existence d'une « minorité infime de Tunisiens qui n'éprouvent aucune gêne, en ce moment précis, à s'en remettre à l'étranger pour quérir le soutien de parties extérieures qu'ils incitent à faire campagne contre leur propre pays et mettre en doute ses réalisations et ses acquis ».
Au dernier jour de la campagne, un collectif de cinq associations dont la Ligue tunisienne des droits de l'homme présente un rapport sur la couverture de la campagne par les médias : le président sortant, Zine el-Abidine Ben Ali, aurait eu droit à 97,22 % de l'espace consacré par la presse écrite à la première semaine de campagne, contre 1,28 % pour Mohamed Bouchiha, 1,27 % pour Ahmed Inoubli et 0,22 % pour Ahmed Brahim ; Leïla Ben Ali, la première dame qui a animé pour la première fois plusieurs manifestations de soutien à son époux, en aurait obtenu 14,12 %,. Selon Hamida Ben Salah, la campagne a surtout « révélé le fossé existant entre la logistique modeste de l'opposition et la machine de guerre électorale du RCD », l'audience des concurrents au président se limitant à quelques centaines de personnes lors des meetings.

## Scrutin

### Votes et résultats

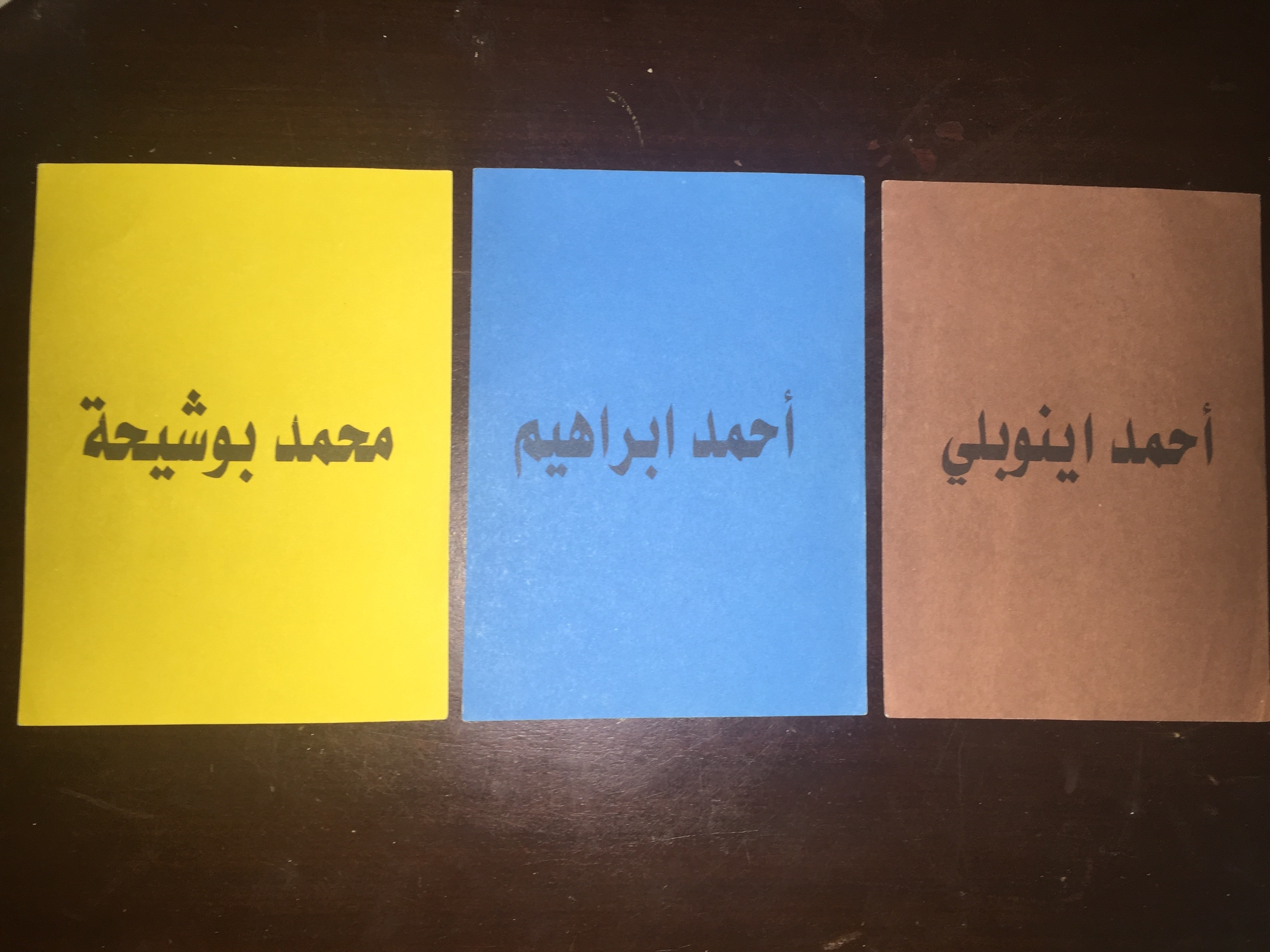
Bulletins des candidats aux présidentielles hormis celui de Ben Ali : Bouchiha (jaune), Ibrahim (bleu) et Inoubli (marron).

Le scrutin a lieu à travers le pays le 25 octobre, entre 8 heures et 18 heures, après que les électeurs résidents à l'étranger ont voté du 17 au 24 octobre.
Le Premier ministre Mohamed Ghannouchi vote dans sa ville natale de Sousse alors que les candidats votent dans divers locaux : Zine el-Abidine Ben Ali et son épouse Leïla près du palais présidentiel de Carthage, Mohamed Bouchiha à l'école Hédi-Chaker de Tunis, Ahmed Inoubli à l'école Ibnou-Sina de Jendouba et Ahmed Brahim au lycée d'El Menzah IX ; ce dernier déclare à la presse : « j'ai réussi à faire entendre une autre voix que celle du régime, cela me suffit ». Si le taux de participation officielle frôle les 90 %, de nombreux observateurs font pourtant état d'une « faible affluence ».
Les résultats officiels sont annoncés par le ministre de l'Intérieur Rafik Belhaj Kacem, dans la journée du 26 octobre, qui précise que « le scrutin s'est déroulé dans la transparence ».

### Résultats nationaux
| Candidats                | Candidats                | Parti politique                            | Voix      | %     |
| ------------------------ | ------------------------ | ------------------------------------------ | --------- | ----- |
|                          | Zine el-Abidine Ben Ali  | Rassemblement constitutionnel démocratique | 4 238 711 | 89,62 |
|                          | Mohamed Bouchiha         | Parti de l'unité populaire                 | 236 955   | 5,01  |
|                          | Ahmed Inoubli            | Union démocratique unioniste               | 179 726   | 3,80  |
|                          | Ahmed Brahim             | Mouvement Ettajdid                         | 74 257    | 1,57  |
|                          |                          |                                            |           |       |
| Suffrages exprimés       | Suffrages exprimés       | Suffrages exprimés                         | 4 729 649 | 99,84 |
| Votes blancs ou nuls     | Votes blancs ou nuls     | Votes blancs ou nuls                       | 7 718     | 0,16  |
| Total                    | Total                    | Total                                      | 4 737 367 | 100   |
| Abstention               | Abstention               | Abstention                                 | 558 641   | 10,55 |
| Inscrits / Participation | Inscrits / Participation | Inscrits / Participation                   | 5 296 008 | 89,45 |

### Résultats par gouvernorat
| Circonscription                                  | Ben Ali | Bouchiha | Inoubli | Brahim | Participation |
| ------------------------------------------------ | ------- | -------- | ------- | ------ | ------------- |
| Ariana                                           | 84,16 % | 7,18 %   | 6,07 %  | 2,59 % | 88,50 %       |
| Béja                                             | 90,45 % | 3,14 %   | 5,43 %  | 0,98 % | 89,66 %       |
| Bizerte                                          | 88,14 % | 5,45 %   | 3,94 %  | 2,47 % | 89,17 %       |
| Ben Arous                                        | 89,17 % | 5,02 %   | 4,49 %  | 1,32 % | 87,88 %       |
| Gabès                                            | 88,23 % | 5,73 %   | 4,12 %  | 1,92 % | 90,81 %       |
| Gafsa                                            | 89,72 % | 4,92 %   | 4,61 %  | 0,75 % | 91,41 %       |
| Jendouba                                         | 88,39 % | 5,97 %   | 3,29 %  | 2,35 % | 88,55 %       |
| Kairouan                                         | 88,76 % | 4,78 %   | 4,53 %  | 1,93 % | 90,37 %       |
| Le Kef                                           | 89,02 % | 5,18 %   | 4,87 %  | 0,93 % | 89,22 %       |
| Kasserine                                        | 91,03 % | 4,02 %   | 3,72 %  | 1,23 % | 90,46 %       |
| Kébili                                           | 91,07 % | 5,47 %   | 3,01 %  | 0,45 % | 92,42 %       |
| Mahdia                                           | 89,35 % | 5,85 %   | 3,69 %  | 1,11 % | 87,25 %       |
| La Manouba                                       | 88,13 % | 4,74 %   | 5,39 %  | 1,74 % | 89,16 %       |
| Médenine                                         | 87,95 % | 6,52 %   | 3,79 %  | 1,74 % | 89,83 %       |
| Monastir                                         | 93,88 % | 3,25 %   | 2,09 %  | 0,78 % | 91,42 %       |
| Nabeul                                           | 89,22 % | 4,45 %   | 4,06 %  | 2,27 % | 88,39 %       |
| Sfax I                                           | 87,25 % | 7,02 %   | 3,81 %  | 1,92 % | 87,40 %       |
| Sfax II                                          | 88,36 % | 4,98 %   | 4,74 %  | 1,92 % | 88,33 %       |
| Sidi Bouzid                                      | 90,81 % | 5,11 %   | 3,79 %  | 0,29 % | 91,22 %       |
| Siliana                                          | 91,10 % | 6,08 %   | 1,88 %  | 0,94 % | 90,13 %       |
| Sousse                                           | 92,37 % | 4,18 %   | 2,39 %  | 1,06 % | 90,53 %       |
| Tataouine                                        | 90,65 % | 5,81 %   | 2,98 %  | 0,56 % | 93,27 %       |
| Tozeur                                           | 92,57 % | 4,83 %   | 2,18 %  | 0,42 % | 89,86 %       |
| Tunis I                                          | 86,71 % | 5,78 %   | 4,03 %  | 3,48 % | 88,42 %       |
| Tunis II                                         | 89,76 % | 4,85 %   | 4,12 %  | 1,27 % | 86,25 %       |
| Zaghouan                                         | 89,93 % | 4,80 %   | 3,72 %  | 1,55 % | 90,77 %       |
| Étranger                                         | 94,85 % | 2,72 %   | 1,66 %  | 0,77 % | 90,25 %       |
| Total                                            | 89,62 % | 5,01 %   | 3,80 %  | 1,57 % | 89,40 %       |
| Sources : La Presse de Tunisie et Élections 2009 |         |          |         |        |               |

Le 28 octobre, le Conseil constitutionnel confirme le résultat et valide la réélection du président Ben Ali.

### Réactions
Dès l'annonce des résultats, Mohamed Bouchiha se satisfait d'avoir enregistré un « bon résultat » et souligne la bonne coopération de l'administration dans le cadre de sa campagne et « l'évolution remarquable que connaît le processus démocratique pluraliste en Tunisie, évolution que seuls des esprits chagrins et haineux peuvent contester ». Ahmed Inoubli affirme de son côté « l'engagement de son parti à emprunter la voie nationale tracée par le président Ben Ali ». En revanche, Ahmed Brahim dit regretter une occasion ratée d'engager la démocratisation et le décalage entre son score et « l'écho extrêmement favorable rencontré auprès de la population pendant sa campagne ». Maya Jribi, dont le parti avait appelé au boycott du scrutin, le juge quant à elle « d'une autre époque » alors que son collègue Ahmed Néjib Chebbi estime que « le régime cherche à soigner son image » en raison du score inférieur à 90 % obtenu par le président.
Du côté des chefs d'État étrangers, Nicolas Sarkozy félicite son homologue en lui souhaitant « succès et réussite » pour son cinquième mandat. Pour sa part, Ian Kelly, porte-parole du département d'État des États-Unis, qualifie la réélection du président de « préoccupante » en raison de l'absence d'observateurs jugés « indépendants et crédibles » ; 26 observateurs tunisiens, dix observateurs de l'Union africaine et 21 provenant de pays européens et arabes agréés par le gouvernement ont de leur côté indiqué n'avoir relevé aucune irrégularité, tout comme l'Observatoire national des élections qui dit n'avoir reçu qu'une « dizaine de plaintes pour des problèmes d'organisation »,. Kelly souligne cependant l'intention de l'administration Obama de travailler avec le président tunisien tout en souhaitant poursuivre le travail « pour que des réformes politiques aient lieu et que les droits de l'homme soient respectés ».